# 德蘭森 (紐約州)
德蘭森（英語：Delanson）是位於美國紐約州斯克內克塔迪縣的村。

## 人口
根據2020年美國人口普查的數據，德蘭森的面積為1.67平方千米，皆為陸地。當地共有人口335人，而人口密度為每平方千米201人。